# Sztamen Grigorov
Sztamen Gigov Grigorov (bolgárul Стамен Гигов Григоров) (1878. október 27. – 1945. október 27.) bolgár orvos és mikrobiológus. Felfedezte a joghurtkészítésben használt Lactobacillus bulgaricus baktériumot és új eljárásokat dolgozott ki a tuberkulózis gyógyítására.

## Élete
Sztamen Grigorov 1878. október 27-én született a nyugat-bulgáriai Sztuden Izvor faluban. A franciaországi Montpellierben tanult természettudományokat, Genfben pedig orvostudományt. 1905-ben, 27 évesen, Léon Massol mikrobiológiai laboratóriumában felfedezte, hogy a tej joghurttá válásáért egy bacillustörzs felelős, amelyet Lactobacillus bulgaricus-nak nevezett el (2014 óta Lactobacillus delbrueckii subsp. bulgaricus). A joghurtot egyenesen Bulgáriából hozatta, mert más éghajlati viszonyok között a baktériumok nem tudtak megfelelően szaporodni.
Későbbi kutatásaiban a bolgár joghurt különböző betegségekre, fül-orr-gégészeti szindrómákra, tuberkulózisra, gyomorbántalmakra, fekélyekre, nőgyógyászati problémákra való gyógyhatását vizsgálta. Sok esetben valóban talált ilyen összefüggést, a joghurt B1, B2, C, A, D, E, PP, B12-vitamintartalmának köszönhetően. Grigorov felfedezését nagyra értékelte a Párizsban élő Nobel-díjas Ilja Mecsnyikov, aki maga is vizsgálta a joghurt hatását az öregkori megbetegedésekre.
1906 decemberében Grigorov a párizsi "La Presse Médicale" folyóiratban közölte új tuberkulózis "vakcinájának" leírását, amely a gümőkór penicillingombával való sikeres kezelését mutatta be (húsz évvel a penicillin felfedezése előtt). Grigorov in vitro és in vivo is demonstrálta, hogy a penészgomba alkalmazása gyógyító hatással jár a tuberkulózisos betegekre.
Egészségügyi tisztként részt vett az 1912-es balkáni háborúban és az első világháborúban. Utóbbiban egy kolerajárvány elfojtásáért megkapta A bátorságért kitüntetést és a Vöröskereszt aranyérmét.
A 20-as és 30-as években olasz szanatóriumokban tovább dolgozott tuberkulózis-gyógymódján, amely szakmai körökben cura bulgara (bolgár gyógymód) néven vált ismertté.
Sztamen Grigorov 1945. október 27-én halt meg Szófiában, 67 évesen.

## Emlékezete
Az antarktiszi Palmer-szigetek Brabant-szigetén róla nevezték el a Grigorov-gleccsert.

## Fordítás
- Ez a szócikk részben vagy egészben  a   Stamen Grigorov című angol Wikipédia-szócikk ezen változatának fordításán alapul.  Az eredeti cikk szerkesztőit annak laptörténete sorolja fel. Ez a jelzés csupán a megfogalmazás eredetét és a szerzői jogokat jelzi, nem szolgál a cikkben szereplő információk forrásmegjelöléseként.